# Franken Challenge 2011
Il Franken Challenge 2011 è stato un torneo professionistico di tennis maschile giocato sulla terra rossa. È stata la 25ª edizione del torneo, che fa parte dell'ATP Challenger Tour nell'ambito dell'ATP Challenger Tour 2011. Si è giocato a Fürth in Germania dal 30 maggio al 5 giugno 2011.

## Partecipanti

### Teste di serie
| Nazionalità | Giocatore         | Ranking* | Testa di serie |
| ----------- | ----------------- | -------- | -------------- |
| Germania    | Tobias Kamke      | 76       | 1              |
| Germania    | Julian Reister    | 94       | 2              |
| Francia     | Florent Serra     | 118      | 3              |
| Germania    | Daniel Brands     | 130      | 4              |
| Germania    | Denis Gremelmayr  | 131      | 5              |
| Germania    | Simon Greul       | 138      | 6              |
| Polonia     | Jerzy Janowicz    | 162      | 7              |
| Bielorussia | Uladzimir Ihnacik | 165      | 8              |

- Ranking al 23 maggio 2011.

### Altri partecipanti
Giocatori che hanno ricevuto una wild card:
- Kevin Krawetz
- Jan-Lennard Struff
- Jean Zietsman
- Marcel Zimmerman

Giocatori che sono passati dalle qualificazioni:
- Alexander Flock
- Peter Gojowczyk
- Romain Jouan
- Dieter Kindlmann

## Campioni

### Singolare
João Sousa ha battuto in finale  Jan-Lennard Struff con il punteggio di 6–2, 0–6, 6–2

### Doppio
Rameez Junaid /  Frank Moser hanno battuto in finale  Jorge Aguilar /  Júlio César Campozano con il punteggio di 6–2, 6(2)–7, [10–6]